# Quadreria dei Girolamini
La Quadreria dei Girolamini è una quadreria di Napoli situata all'interno del complesso dei Girolamini.

## Storia
La Quadreria dei Girolamini è frutto delle committenze relative alla chiesa monumentale e delle donazioni di alcuni collezionisti. Nata agli inizi degli anni Venti XVII secolo grazie ad una donazione di Domenico Lercaro, un facoltoso sarto e commerciante di tessuti, è la prima quadreria pubblica di Napoli. Nel 1622 Domenico Lercaro lascia con testamento alla Congregazione dell'Oratorio tutti i suoi mobili e le opere d'arte; della sua collezione facevano parte l'Incontro tra Cristo e san Giovanni Battista e il San Girolamo di Francesco Gessi terminati dopo la morte del testatore. Un altro importante nucleo collezionistico è quello della famiglia Milano giunto ai Girolamini nel 1631.
L'originaria sede della quadreria era la sacrestia maggiore posta dietro l'abside della chiesa monumentale, dove oggi sono esposti tra gli altri anche alcuni dipinti facenti parte della chiesa. Non a caso, Domenico Lercaro subordinò il lascito testamentario all'onere di esporre le sue opere d'arte o nella tribuna della chiesa o nella sacrestia che è rimasta sede della prestigiosa pinacoteca fino alla realizzazione di una riorganizzazione dell'allestimento espositivo nel 1961. L'apertura più recente della quadreria risulta quella del 1995, dopo una chiusura durata quindici anni a causa del terremoto dell'Irpinia del 1980.
La quadreria è oggi collocata in alcune sale del primo piano del convento, a cui si accede tramite il chiostro degli aranci.

## Descrizione
Le opere conservate sono esposte in ordine cronologico e comprendono un periodo che va dagli inizi del Cinquecento alla metà del Settecento.
Uno dei quadri più antichi è l'Adorazione dei Magi di Andrea Sabatini da Salerno del 1513, uno dei primi pittori dell'Italia meridionale a mostrare di avere ben assimilato la lezione di Raffaello e Leonardo da Vinci. Tra le opere cinquecentesche spiccano il San Sebastiano di Giuseppe Cesari detto il Cavalier d'Arpino e un'Adorazione dei Magi di Federico Zuccari; notevoli anche un Giudizio di Pilato derivante da un'incisione di Luca di Leida e un Salvator Mundi di Bartholomäus Spranger. Cinquecentesca è anche la Madonna con Bambino di scuola greco-cretese.
Ben rappresentato è il Seicento napoletano colto sia nel suo dominante caravaggismo come nei quadri dei giovani Battistello Caracciolo e Jusepe de Ribera ai quali si devono i capolavori assoluti della collezione: al primo spetta il Battesimo di Cristo, al secondo la serie di ritratti di apostoli San Pietro, San Paolo, San Giacomo, a cui probabilmente si aggiungevano altri ritratti poi dispersi, il Sant'Andrea e la Flagellazione di Cristo.
Arricchiscono la pinacoteca pitture di scuola emiliana tra cui spiccano due capolavori di Guido Reni Fuga in Egitto e Incontro di Cristo con il Battista, ed opere di Fabrizio Santafede e Giovanni Bernardo Azzolino i cui stili ricalcano il manierismo toscano.
Settecenteschi sono i bozzetti per gli affreschi di Mosè e David della chiesa monumentale di Francesco Solimena e le opere di Ludovico Mazzanti raffiguranti la Morte di Ozia e la Cacciata di Eliodoro, copie degli affreschi compiuti dallo stesso pittore per la chiesa dei Girolamini.
Durante la riorganizzazione museale effettuata negli anni Novanta, sono state inserite nuove opere; tra queste notevoli sono un busto in terracotta di San Filippo e due Pietà del Sanmartino.

## Opere

### Sculture (non esaustiva)
| Foto | Titolo                             | Autore                       |
| ---- | ---------------------------------- | ---------------------------- |
| -    | Crocifisso                         | Alessandro Algardi (bottega) |
| -    | Ritratto di san Filippo Neri       | Giovanni Antonio Colicci     |
| -    | Ritratto di san Francesco di Sales | Giovanni Antonio Colicci     |
| -    | Crocifisso                         | Ignoto                       |
| -    | Angelo                             | Giuseppe Sanmartino          |
|      | Crocifisso                         | Giuseppe Sanmartino          |
|      | Pietà con putto piangente          | Giuseppe Sanmartino          |
|      | Pietà                              | Giuseppe Sanmartino          |
|      | Ritratto di san Filippo Neri       | Giuseppe Sanmartino          |